# Condado de Lancaster (Pensilvânia)
O Condado de Lancaster (em inglês:  Lancaster County) é um dos 67 condados do estado americano da Pensilvânia. A sede e maior cidade do condado é Lancaster. Foi fundado em 10 de maio de 1729.
O condado possui uma área de 2 548 km², dos quais 103,6 km² estão cobertos por água, uma população de 519 445 habitantes, e uma densidade populacional de 212,5 hab/km² (segundo o censo nacional de 2010).
Em 2 de outubro de 2006, Charles Carl Roberts IV entrou em uma escola em Nickel Mines, uma comunidade Amish localizada no condado, fazendo de estudantes (entre seis e quinze anos de idade), uma auxiliar de professora, pais e uma professora reféns, em uma sala de aula. Roberts liberou três mulheres com crianças pequenas, uma mulher grávida e 15 estudantes, todos do sexo masculino, enquanto que a professora conseguiu escapar, contatando imediatamente a polícia. Roberts permaneceu barricado na sala de aula com 12 estudantes do sexo feminino e a auxiliar da professora. Após a chegada da polícia, Roberts atirou nas meninas, e logo em seguida, aparentemente, cometeu suicídio. Três meninas morreram, bem como a auxiliar de professora, e seis meninas foram hospitalizadas, em estado crítico.